# Електрошоковий пристрій

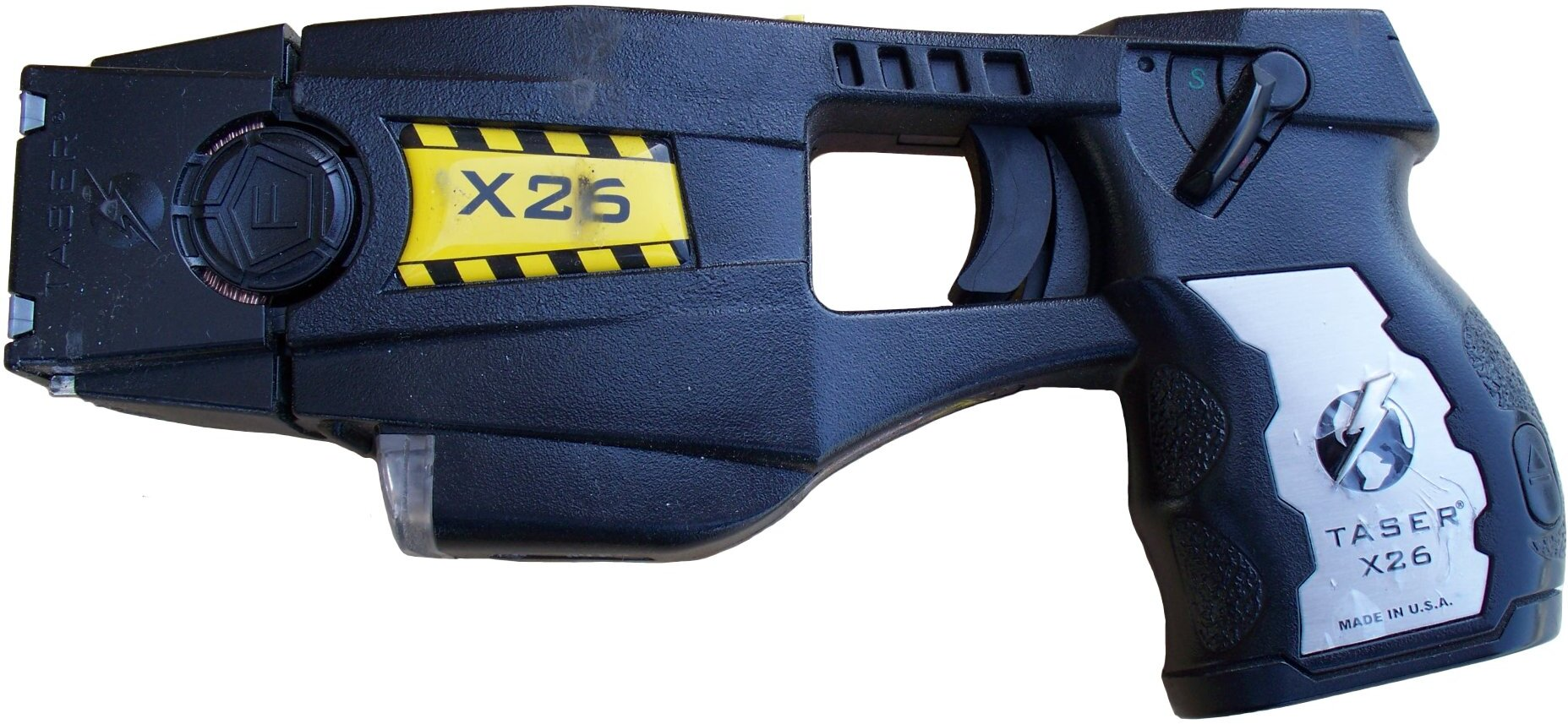
Тейзер-Х26

Електрошоковий пристрій (ЕШП) — один із видів зброї несмертельної дії поряд із газовою зброєю, пістолетами несмертельної дії, гумовими кийками, аерозолями сльозоточивої та подразнюючої дії. У деяких країнах електрошокові пристрої призначені для самооборони та захисту від несанкціонованої дії та може застосовуватись у випадках, коли обставини не дозволяють застосовувати вогнепальну зброю.
При застосуванні пристрою мають місце сліпучий розряд і голосний тріск. Робота пристрою ґрунтується на генеруванні електричних імпульсів, вихідні параметри яких відповідають вимогам державних стандартів України та нормам Міністерства охорони здоров'я України основними визначеними вимогами яких є параметри безпеки електрошокового пристрою електричними чинниками на прилади: із середньою потужністю дії; із напругою іскрового розряду на електродах; із сукупністю параметрів при ефективності дії та функціональним використанням: контактної дії (К), дистанційно-контактної дії.
У законодавстві України існує законодавча невизначеність щодо застосування даного пристрою, а тому це певним чином обмежує його використання. Електрошокові пристрої пройшли випробування в підрозділах УМВС України на Південній залізниці, ГУМВС України у м. Києві, районних відділах УМВС України в Харківській області, батальйоні міліції(на той час) швидкого реагування «Беркут» у Харкові, райвідділах УДСО при УМВС України у Харківській області.
Використання електрошокових пристроїв як зброї самооборони для громадян України не дозволено.

## Модифікації електрошокових пристроїв
Електрошокові пристрої випускають у двох базових конфігураціях: прямі і Г-подібні. Існують електрошокові пристрої у вигляді рукавички, що надягається на кисть руки, або валізки-«дипломата», в якій вмонтовано шокер.

## Ступені ураження електрошоковим пристроєм. Біофізична дія ЕШП на людину
Основний чинник, що обумовлює ступінь ураження, є сила струму, яка є пропорційною напрузі (U) і обернено пропорційною опору ланцюга (R).
Існує три критерії дії сили струму на людину:
- пороговий (відчутний) — найменше значення струму, що викликає відчутні подразнення;
- пороговий невідпускаючий — значення струму, що викликає судомні скорочення м'язів, які не дають змоги ураженому звільнитися від джерела електроструму;
- пороговий фібриляційний — значення струму, що викликає фібриляцію серця (хаотичні й нерівномірні скорочення волокон серцевого м'яза, які повністю порушують його роботу.

На ефективність результату ураження значно впливає опірність тіла людини. Найбільший опір (3-20 кОм) припадає на верхній шар шкіри (0,2 мм), що складається з мертвих ороговілих клітин, тоді як опір у спинномозковій рідині становить 0,5-0,6 Ом. Загальний опір тіла за рахунок опору верхнього шару шкіри великий, але як тільки цей шар ушкоджується, його значення різко знижується. Тривалість дії струму істотно впливає на результат ураження, оскільки з часом різко знижується опірність щкіри людини. Зростає ймовірність ураження серця та інших негативних наслідків. Найнебезпечнішим є проходження струму через серце, легені й головний мозок. При застосуванні електрошокерів в зонах ділянок голови, обличчя, шиї, пахвової області, нервових вузлів і статевих органів можуть виникнути дуже серйозні травми (втрата слуху, зору, тривалий параліч).
Ступінь ураження залежить також від характеру й частоти струму. Найнебезпечніший змінний струм із частотою 20–1000 Гц. Змінний струм небезпечніший від постійного при напрузі до 300 В.
Дія на людину пов'язана не лише з болем від ураження електричним струмом. Накопичена в електрошоковому пристрої енергія, при контакті дуги зі шкірою перетворюється на змінну електричну напругу із спеціально розрахованою частотою, що змушує м'язи в зоні контакту скорочуватися надзвичайно швидко. Така надактивність м'язів призводить до блискавичного розкладання цукру в крові, що надходить до м'язів. М'язи в зоні контакту на якийсь час втрачають працездатність. Паралельно імпульси блокують діяльність нервових волокон, якими керує мозок. Як наслідок, стається місцевий параліч, який, залежно від різних умов, відбувається швидше або повільніше.
Вагому роль відіграє вага тіла людини — важчу особу уразити важче. Кількість одягу має теж певну роль — шкіряна куртка з кількома шарами одягу є непоганим бар'єром, на відміну від шуби чи бавовняної футболки.
Застосування даного типу зброї при контакті передбачає забезпечення миттєвої втрати свідомості на період від 1 до 20–30 хв.
Використання електрошокових пристроїв у приміщеннях з вибухонебезпечними та легкозаймистими речовинами заборонено.